# Güzelyurt (Cypriotisch district)
Het district Güzelyurt is een van de vijf districten van de niet-erkende Turkse Republiek van Noord-Cyprus. De hoofdstad is Güzelyurt (Grieks: Μόρφου, Morphou). In 2011 telde het district 30,590 inwoners. In het uiterste westen bevindt zich ook de exclave rond de plaats Kokkina.
Het district ontstond op 1 juni 1998 nadat het zich afscheidde van het district van Lefkoşa.
Lefkoşa · Gazimağusa · Girne · Güzelyurt · İskele